# Хоріґучі Юкіко
Юкіко Хоріґучі (яп. 堀口 悠紀子, латиніз.: Horiguchi Yukiko, нар. 28 січня 1983 року) — японська аніматорка та ілюстраторка з префектури Кіото, яка працювала в аніме-студії Kyoto Animation. При ілюструванні ранобе вона використовує псевдонім «Шіромізакана» (яп. 白身魚). Найбільш відома як дизайнерка персонажів для аніме-адаптацій K-On! та Lucky Star, а також як ілюстраторка серії ранобе Kokoro Connect.
Вона є старшою сестрою оригінального дизайнера персонажів для аніме Sakura Quest та ілюстратора серії легких романів Sword Art Online і Sword Progressive, BUNBUN (також відомого як abec). Вона близька зі своїм братом і колись разом з ним входила до гуртка доджінші.

## Кар'єра
Після закінчення молодшого коледжу Хоріґучі приєднався до Kyoto Animation у 2003 році. Її першою посадою була аніматор телевізійного аніме Crayon Shin-chan, і вона вперше почала працювати як ключовий аніматор в епізоді 163 аніме «Inuyasha». Її перша робота як дизайнера персонажів була для «Lucky☆Star». Вона також працювала над такими аніме, як «K-ON!» і Tamako Market. У 2007 році вона проілюструвала свій перший легкий роман, і відтоді продовжувала робити це для багатьох творів на ринку.
Остання робота Хоріґучі в Kyoto Animation була дизайнером персонажів і режисером анімації для Tamako Market у 2013 році. Відтоді вона вирішила стати фрилансером і працювати над різними проєктами аніме і переважно як ілюстратор ранобе.

## Роботи

### Аніме
- Lucky Star (2007) — дизайн персонажів, головний режисер анімації
- K-On! (2009) — дизайн персонажів, головний режисер анімації
- Tamako Market (2013) — дизайн персонажів, головний режисер анімації
- Ano Hi no Kanojo-tachi (2018) — дизайн персонажів, режисер анімації, оригінальний дизайнер персонажів Міу Такігава
- Hello World (2019) — дизайн персонажів

### Ілюстрації до ранобе
- Lucky Star Yuruyuru Days
- Hayate no Gotoku! Nagi ga Tsukaima!? Yattoke Sekai Seifuku
- Tobira no Soto
- Zarathustra e no Kaidan
- Ryokuma no Machi
- Kokoro Connect (2010-2013)
- Akaoni wa Mō Nakanai
- Buta wa Tondemo Tada no Buta?
- Tamako Market
- Aoi Haruno Subete (2014)
- Demons' Crest (2022)[2]

### Інші
- 22/7 (дизайн персонажа, оригінальний дизайнер персонажа для Міу Такігава)
- Бібліотека Vocaloid 4 Tone Rion V4 & Yumemi Nemu (дизайн персонажів)
- Sakura Wars (2019) (дизайн гостьового персонажа)